# 東法蘭克福 (紐約州)
東法蘭克福（英語：East Frankfort）是位於美國紐約州赫基默縣的普查規定居民點。

## 人口
根據2020年美國人口普查的數據，東法蘭克福的面積為2.05平方千米，皆為陸地。當地共有人口496人，而人口密度為每平方千米241.95人。